# 鏡湖 (阿根廷)
40°37′S 71°45′W / 40.617°S 71.750°W

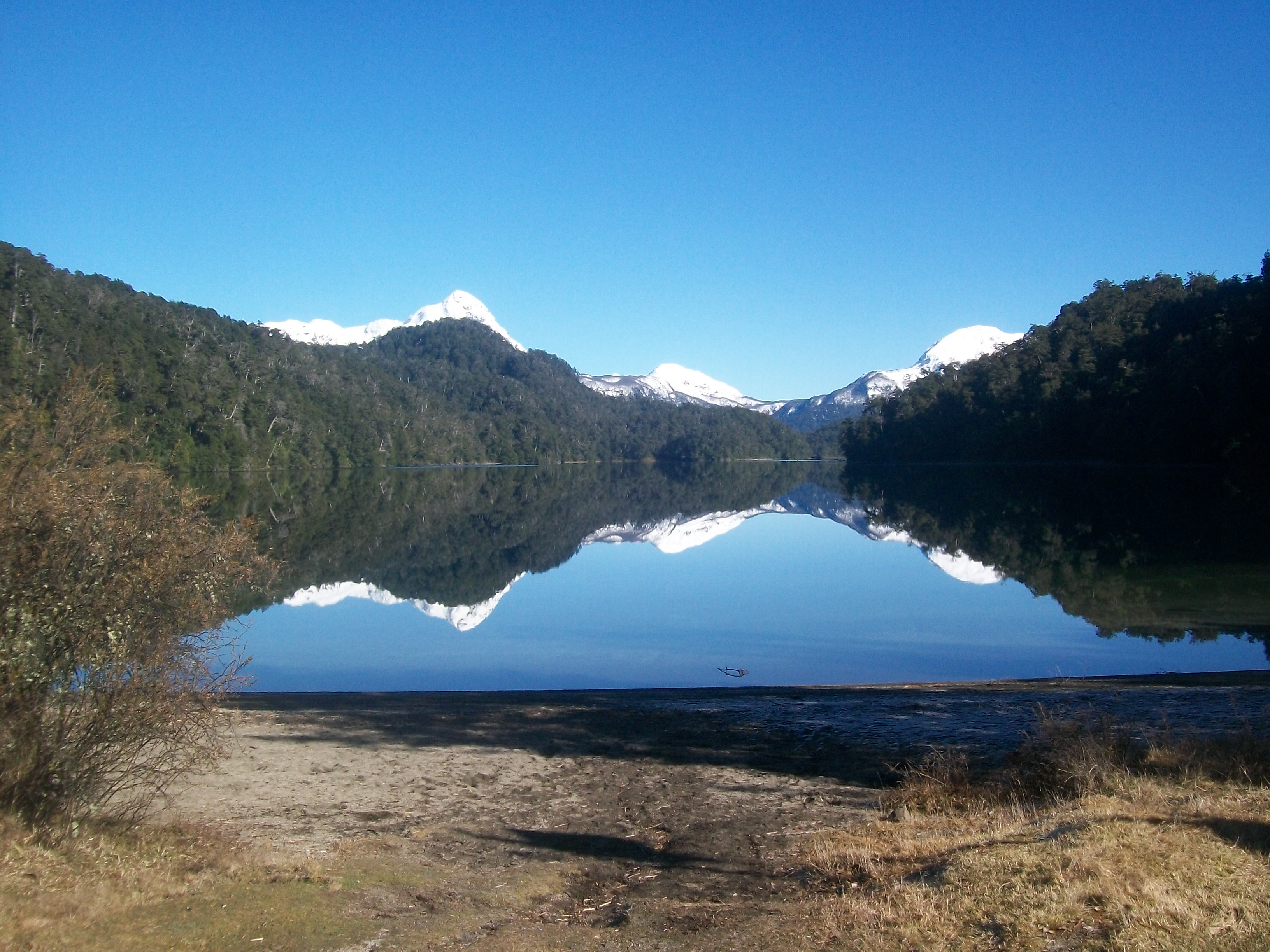
鏡湖

鏡湖（西班牙語：Lago Espejo）是阿根廷的湖泊，位於該國西部，屬於內格羅河的流域，由內烏肯省負責管轄，毗鄰拉安戈斯圖拉鎮，湖水來自附近山區的融雪。

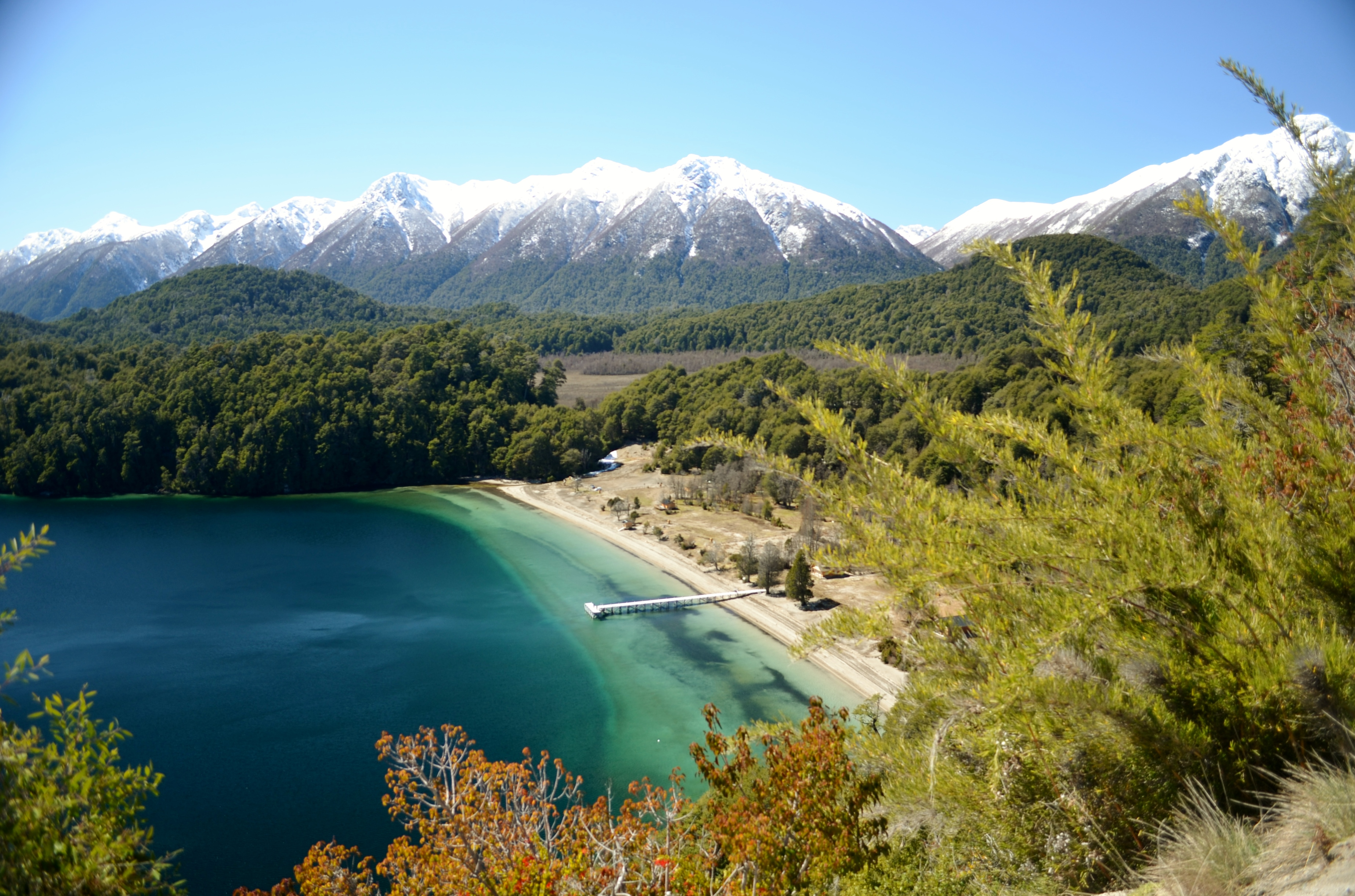
湖邊泳灘
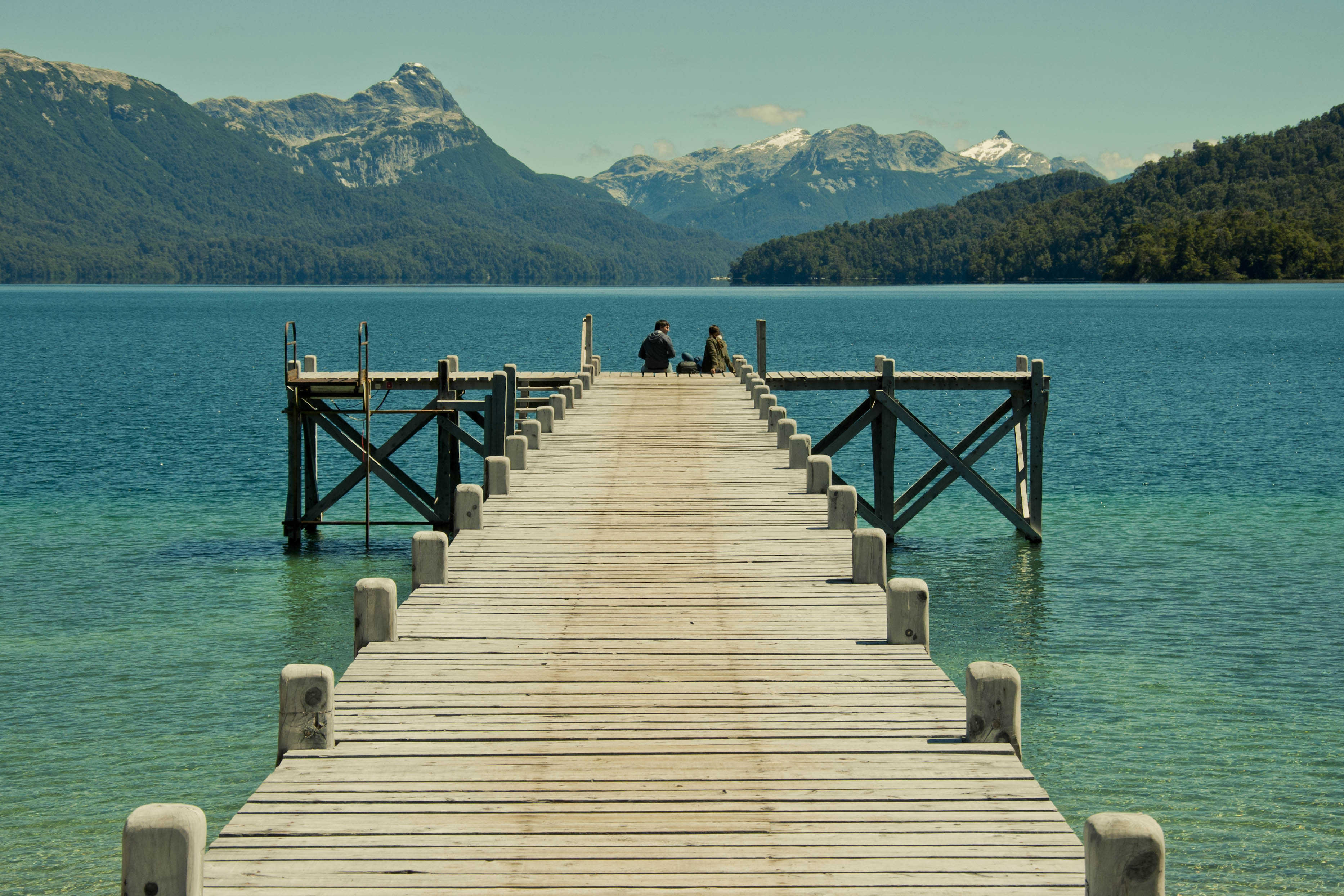
湖邊碼頭

## 外部連結
- Picture